# Bocines
Bocines es una parroquia del concejo español de Gozón, perteneciente al Principado de Asturias.

## Historia
A finales del siglo XIX, la parroquia, ya por entonces parte del concejo de Gozón, tenía contabilizada una población de 675 habitantes. Aparece descrita en el Diccionario geográfico y estadístico de Asturias (1897) de José González Aguirre con las siguientes palabras:

BOCINES [San Martín de]: parr. del conc. de Gozon, párt. jud. de Avilés, á 5 leg. de Oviedo y 2 de Avilés, sit. á la orilla del mar, con clima templado y sano. Comprende los l. de Antromero de Abajo, Antromero de Arriba, Cabonio, Coudres, Cuijo, Fumayor, Gallega, Monteriundo, Parrilles, Salinas y la Uz. Fué aneja de la de Pié de Oro. Confina con Cardo, Luanco, Nembro y Pié de Oro. Su terreno es bastante fértil en la parte llana, que se dedica al cultivo; tiene además montes con buen arbolado y abundante pasto. Produce maíz, trigo, cebada, patatas, legumbres y frutas; abunda en caza y pesca; tiene algunos molinos harineros y comercia en productos y ganado. Pobl. 145 vec., 675 alm.
(González Aguirre, 1897, p. 59)

En 2024, tenía empadronados 511 habitantes.

## Patrimonio
Hay en la parroquia una iglesia de San Martín.